# Backklöver
Backklöver (Trifolium montanum) är en ört som får gulvita blommor, blir upp till fyra decimeter hög och blommar från juni till juli.